# Helleriapoderus
Helleriapoderus es un género de gorgojos de la familia Attelabidae. En 1837 Chevrolat describió el género. Esta es la lista de especies que lo componen:
- Helleriapoderus crenulatus (Voss, 1929)
- Helleriapoderus malabarensis (Voss, 1935)
- Helleriapoderus nelligrinus (Heller, 1908)
- Helleriapoderus palliolatus (Voss, 1927)
- Helleriapoderus subvariolaris (Voss, 1935)